# Elen Rhys
Elen Rhys (* 1983 in Aberystwyth, Ceredigion) ist eine britische Schauspielerin.

## Leben und Karriere
Elen Rhys erhielt ihre Schauspielausbildung am Royal Welsh College of Music & Drama in Cardiff und stand unter anderem am Royal Exchange in Manchester, am Sherman Theatre und am Pleasance Theatre auf der Bühne.
Erste Episodenrollen hatte Rhys 2007 in Torchwood und Y Pris, durchgehende Rollen hatte sie 2009 in Trinity als Maddie Talbot und 2010 in Pen Talar als Awen Price. 2011 war sie als Gwen in einer der Hauptrollen im Low-Budget-Horror-Thriller Panic Button zu sehen. In der US-amerikanischen Historienserie The Bastard Executioner mit Katey Sagal verkörperte sie 2015 die Rolle der Petra Brattle. 2018 spielte sie im Netflix-Horrorfilm Apostle die Rolle der Jennifer, in der deutschsprachigen Fassung lieh ihr Leonie Dubuc die Stimme.
Ab 2019 übernahm Rhys in der BBC/ZDF-Krimiserie The Mallorca Files an der Seite von Julian Looman als deutschem Kommissar Max Winter die weibliche Hauptrolle als Londoner Kommissarin Miranda Blake. In der deutschsprachigen Fassung wurde sie von Kathrin Gaube synchronisiert. Neben ihrer Tätigkeit als Schauspielerin arbeitete sie auch als Hörspielsprecherin für BBC Radio 3 und BBC Radio Wales.

## Filmografie (Auswahl)
- 2007: Torchwood – Captain Jack Harkness (Fernsehserie)
- 2007: Y Pris (Fernsehserie, eine Episode)
- 2008: Wild at Heart (Fernsehserie, Episode 3x02)
- 2009: Trinity (Fernsehserie, 8 Episoden)
- 2010: Pen Talar (Fernsehserie, 5 Episoden)
- 2011: Der letzte Tempelritter (Season of the Witch)
- 2009–2011: Holby City (Fernsehserie, 3 Episoden, verschiedene Rollen)
- 2009: Doctors – The Very Thought of You (Fernsehserie)
- 2011: Panic Button
- 2011: Tri Diwrnod Diwetha' (Kurzfilm)
- 2012: Doctors – Anger Management (Fernsehserie)
- 2013: World War Z
- 2013: Das Blut der Wikinger (A Viking Saga: The Darkest Day)
- 2013: Atlantis – Ein Wink des Schicksals (Twist of Fate, Fernsehserie)
- 2013: The Lingo Show (Fernsehserie, 5 Episoden, Stimme)
- 2014: Chandide (Kurzfilm)
- 2014: Date Night (Kurzfilm)
- 2014: The Assets – Trip to Vienna (Mini-Serie)
- 2015: Inspector Mathias – Mord in Wales: Feuernacht (Hinterland – In the Dead of Night, Fernsehserie)
- 2015: X Company – Pilot (Fernsehserie)
- 2015: The Rezort
- 2015: The Bastard Executioner (Mini-Serie, 10 Episoden)
- 2016: Silent Witness – River's Edge (Fernsehserie)
- 2016: Crow
- 2016: Ordinary Lies (Fernsehserie, 6 Episoden)
- 2017: Broadchurch (Fernsehserie, Episode 3x04)
- 2017: Keeping Faith (Fernsehserie, 2 Episoden)
- 2018: The Hungry Games (Kurzfilm)
- 2018: Casualty (Fernsehserie, Episode 33x01)
- 2018: Apostle
- 2019: The Mad Axeman
- 2019: The Return of the Yuletide Kid
- 2019–2024: The Mallorca Files (Fernsehserie, 24 Episoden)
- 2021: Stagger (Kurzfilm)
- 2021: Hidden (Fernsehserie, 4 Episoden)
- 2022: This England (Fernsehserie, Episode 1x06)
- 2022: Agatha Raisin – There Goes the Bride (Fernsehserie, Folge 4x04)
- 2022: FBI: International – Yesterday's Miracle (Fernsehserie, Folge 2x05)
- 2023: Consent (Fernsehfilm)
- 2024: The Orchard (Kurzfilm)
- 2024: Cleddau (Fernsehserie, 6 Folgen)
- 2025: The One That Got Away (Fernsehserie, 6 Folgen)